# National Weather Association
Pour les articles homonymes, voir NWA.
La National Weather Association (NWA), fondée en 1975, est une association professionnelle américaine ayant pour but le soutien et la promotion de l'excellence en météorologie opérationnelle et en activités connexes.

## Histoire
La NWA fut fondée le 15 décembre 1975 et le premier président fut Jerry LaRue. En juin 1976, le premier journal de l'association, le National Weather Digest, fut mis sur pied et les premières sections locales de l'association furent créées. En novembre de la même année, le journal fut publié mais fut précédé par la publication d'un bulletin de Nouvelles en septembre. En décembre eut lieu la première assemblée annuelle.
Le nombre de ses membres est passé de 644 en août 1976 à près de 3 000 en 2019. Ce sont des météorologues qui travaillent à la prévision opérationnelle, des étudiants dans le même domaine, des présentateurs météo à la télévision ou dans d'autres médias et des sociétés privées en météorologie (consultants, fournisseurs, etc.).

## Mission
La NWA est, avec l'American Meteorological Society (AMS), l'une des deux principales organisations météorologiques aux États-Unis. Elle se concentre sur la météorologie opérationnelle, à savoir la prévision météorologique et son application dans les activités humaines. Pour ce faire, les objectifs de l'association sont : 
- Fournir un support à toutes les personnes intéressées par le temps, y compris le climat, la prévision, les observations, les systèmes d'observation et la recherche connexe. Ceci se fait la publication de lettres, de brochures, de périodiques, de documents et de pages Web concernant les activités dans ces domaines ;
- Fournir des informations, des publications, des matériaux et des séminaires promouvant la prévision, des analyses, des observations, ainsi que la formation et l'éducation dans les disciplines météorologiques.

La NWA accorde des bourses et des subventions aux étudiants de premier cycle universitaire en météorologie et pour certaines aux étudiants des cycles supérieurs. Elle accorde également chaque année des prix aux météorologues opérationnels pour travail exceptionnel.
La NWA se fait également le porte-parole de diverses causes liées à la météorologie comme l'utilisation des abris anti-cycloniques, les changements climatiques, la radiodiffusion des alertes météorologiques et les systèmes d'observation météorologique.

## Sceau de compétence
Comme l'AMS, la NWA a décerné un sceau d'approbation pour les présentateurs météo à la radio et la télévision. Les récipiendaires doivent passer un test à choix multiples sur les principes météorologiques et soumettre un enregistrement de leur travail à un panel des présentateurs certifiés. Contrairement au sceau de l'AMS, un diplôme d'études universitaires en météorologie ou en sciences physiques ne sont pas nécessaires, bien qu'il y ait une exigence minimum d'expérience (un présentateur doit avoir trois années complètes d'expérience sur les ondes ou deux années complètes de cinq jours par semaine en prévision pour de se qualifier).

## Publications
La National Weather Association publie régulièrement les journaux scientifiques suivants
- Electronic Journal of Operational Meteorology
- Journal of Operational Meteorology
- National Weather Digest